# Hokora

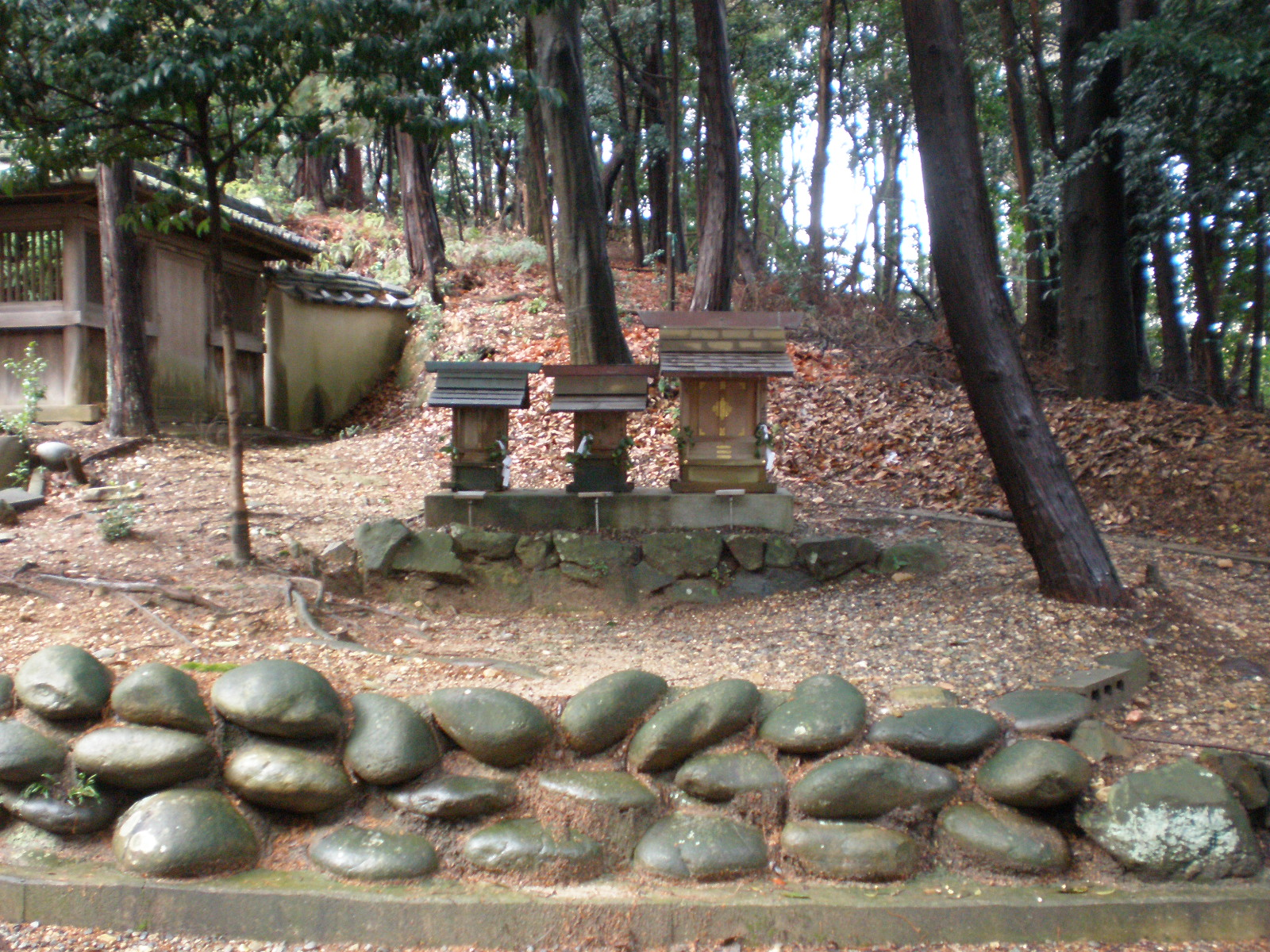
Trois hokora sur une route de campagne.

Un hokora ou hokura (祠 or 神庫) est un sanctuaire shinto miniature dédié à un kami populaire, situé dans l'enceinte d'un plus grand sanctuaire ou sur un côté de la route, consacrant un kami ne se trouvant pas sous la juridiction d'un grand sanctuaire. Un dōsojin, kami mineur protégeant les voyageurs des mauvais esprits, peut être hébergé dans un hokora. 
Le mot hokora, dont on pense qu'il est un des premiers mots en japonais pour désigner les sanctuaires shinto, est issu de hokura (神庫), signifiant littéralement « reposoir de kami », ce qui semble indiquer que les premiers sanctuaires étaient des huttes destinées à recueillir quelques yorishiro,.